# Ivica Radić
Ivica Radić (nacido el 8 de septiembre de 1990 en Split, Croacia) es un jugador de baloncesto croata. Mide 2.08 metros de altura y juega en la posición de pívot y su actual equipo es el Club Ourense Baloncesto de la Liga LEB Oro.

## Trayectoria deportiva
Radić es un jugador formado en el KK Split de su ciudad natal con el que debutó en la temporada 2008-09 en la A1 Liga. En sus primeras cinco temporadas como profesional las jugaría en Croacia, donde defendería las camisetas de KK Kaštela, KK Alkar, KK Zadar, KK Kvarner y KK Zagreb.
En 2015, da el salto a Italia donde jugaría en el Veroli Basket, Reyer Venezia y Fortitudo Bologna.
En la temporada 2015-16, firma por el Benfica de la liga portuguesa.
En las siguientes temporadas jugaría en Hungría, Bélgica, Polonia y de nuevo en Italia.
En la temporada 2020-21, tras comenzar la temporada en el Włocławek polaco, se marcharía al Cantù y acabaría la temporada en el Pallacanestro Forlì.
El 17 de septiembre de 2021, firmó con Vanoli Cremona, pero un mes después su contrato sería rescindido, después de aparecer en dos partidos.
El 15 de noviembre de 2022, firmó con el Trefl Sopot de la Liga Polaca de Baloncesto, promediando 9 puntos y 6 rebotes en 23 minutos de juego por partido y con el que lograría el título de la Copa de baloncesto de Polonia.
El 19 de agosto de 2023, firma por el Club Ourense Baloncesto de la Liga LEB Oro.